# Wellesley College

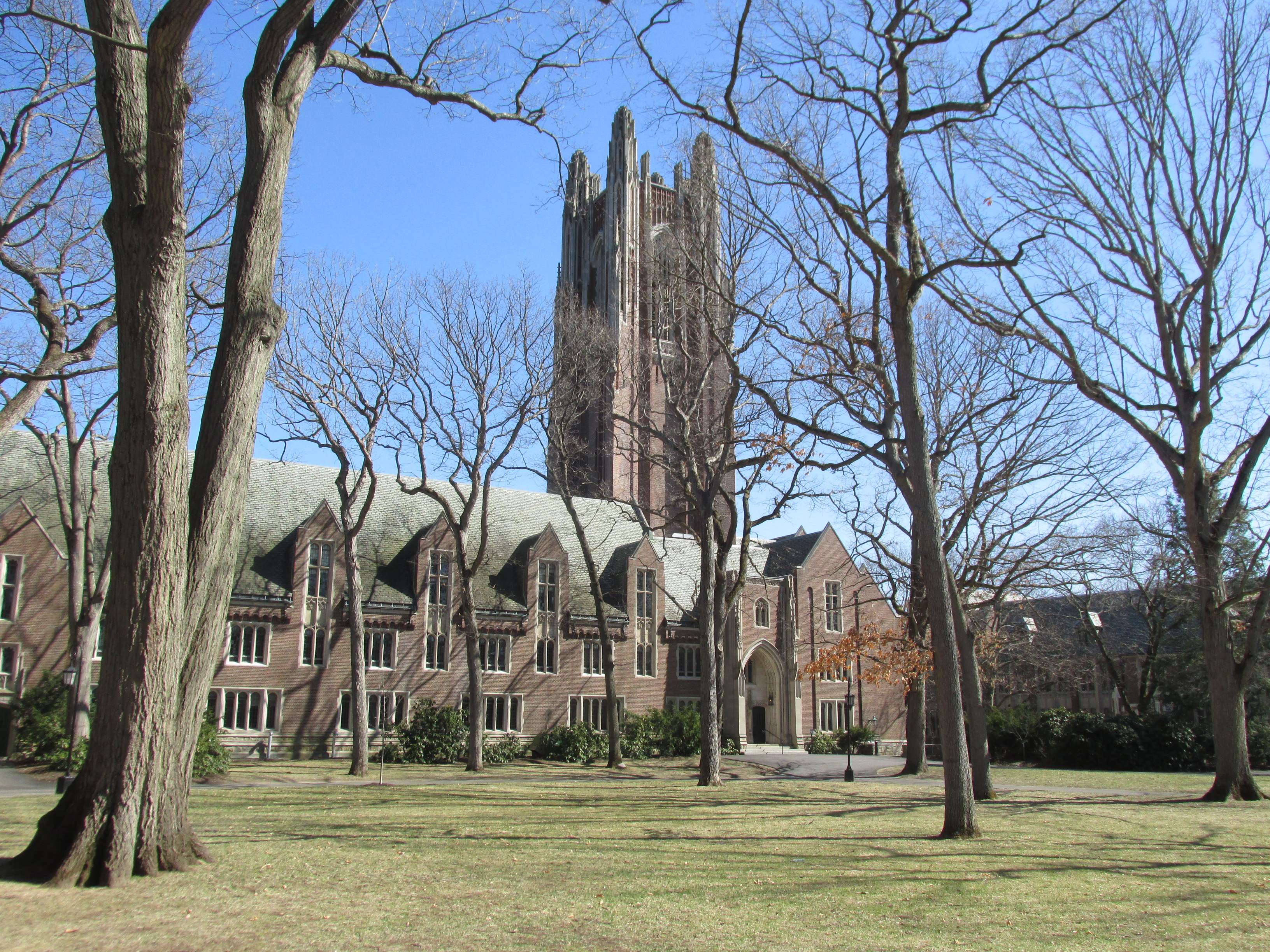
Green Hall, jeden z budynków Wellesley College

Wellesley College – prywatny żeński college sztuk wyzwolonych w Wellesley w stanie Massachusetts. Należy do tzw. Siedmiu Sióstr (Seven Sisters): siedmiu najbardziej prestiżowych szkół żeńskich na Wschodnim Wybrzeżu Stanów Zjednoczonych, uważanych za żeński odpowiednik Ligi Bluszczowej (Ivy League).

## Historia
Wellesley Female Seminary (Żeńskie Seminarium w Wellesley) powstało w 1870 w Needham w stanie Massachusetts dzięki Henry’emu i Pauline Durant, filantropom zaangażowanym w sprawę edukacji kobiet. 
W 1873 zmieniono nazwę szkoły na Wellesley College, a w 1881 Needham stał się miasteczkiem Wellesley.
Pierwszą dyrektorką Wellesley Female Seminary była Ada Howard, absolwentka Mount Holyoke Female Seminary. Z 314 pierwszych studentek tylko 18 ukończyło studia po czterech latach nauki. Od początku swego istnienia uczelnia szczyci się wysokim poziomem nauczania. Posiada jedne z najstarszych w Stanach Zjednoczonych laboratorium fizyczne i laboratorium psychologiczne.
W 1914 w College Hall wybuchł pożar i szybko się rozprzestrzenił. Budynek, którego budowa zajęła cztery lata, spłonął w cztery godziny. Nie było ofiar dzięki temu, że studentki przeszły wcześniej przeszkolenie, jak postępować w razie pożaru.
W 2019 Wellesley College zajął trzecie miejsce na liście najlepszych szkół sztuk wyzwolonych w Stanach Zjednoczonych.

## Absolwentki
Wśród wybitnych absolwentek znalazły się działaczki polityczne Hillary Rodham Clinton i Madeleine Albright, Katharine Lee Bates – autorka America the Beautiful, dziennikarki Cokie Roberts i Diane Sawyer, pisarka Nora Ephron, astronautka Pamela Melroy, dziennikarka Marjory Stoneman Douglas, psycholożka Anna Baetjer, przyszła żona Czang Kaj-szeka Song Meiling i chińska pisarka Bing Xin.